# Wegkwijnziekte
Wegkwijnziekte of PMWS als afkorting van het Engelse Post-weaning Multisystemic Wasting Syndrome is een ziekte bij biggen die voor het eerst is waargenomen 1991 in West Canada. In 1996 werd een mogelijke ziekteverwekker gevonden, het porcinecircovirus type 2 (PCV2). Hoe de wegkwijnziekte precies wordt veroorzaakt is niet bekend. Naast de aanwezigheid van PCV2 is er nog een trigger nodig, zoals een secundaire infectie of stress. In alle gevallen van wegkwijnziekte is PCV2 aangetroffen, maar niet alle bedrijven waar PCV2 is aangetroffen hebben last van wegkwijnziekte. Het vermoeden is dat wegkwijnziekte een multifactoren-ziekte is, waarbij verschillende factoren een rol spelen voordat de ziekte tot uiting komt.

## Ziekteverschijnselen
Alleen jonge biggen met de leeftijd van vijf tot veertien weken vertonen ziekeverschijnselen. Maar de meeste gevallen komen voor bij biggen in de leeftijd zes tot acht weken. Oudere dieren vertonen geen ziekteverschijnselen. Wel kan het zo zijn dat bij oudere dieren op bedrijven waar wegkwijnziekte heerst er een verhoogde uitval is.
De symptomen zijn:
- Ruige beharing
- Bleke huid
- Opgezwolen lymfeknopen, vooral tussen de achterpoten
- gedesoriënteerde dieren
- verlaagde voeropname
- slome dieren
- verhoogd aantal dieren met diarree
- verhoogde mortaliteit onder biggen, 6 - 10% met uitschieters naar 20%
- verhoogde mortaliteit onder oudere varkens, tot 10%

## Verspreiding
De eerste gevallen van wegkwijnziekte zijn vastgesteld in West Canada, in de jaren daarna zijn over de hele wereld besmettingen gevonden. Nadat een bedrijf door een eerste infectie getroffen is kan zich een piek voordoen na zes tot twaalf maanden. Daarna neemt de trefkans weer geleidelijk af.